# Switch (película)
Switch (Una rubia muy dudosa, Una rubia caída del cielo, Pasaporte al cielo en Hispanoamérica) es una película cómica de 1991, escrita y dirigida por Blake Edwards.

## Argumento
Cuando muere el mujeriego Steve Brooks (Perry King), asesinado por tres exnovias resentidas, es devuelto a la tierra en forma de mujer (Ellen Barkin). Sólo podrá ingresar en el cielo si encuentra una mujer que sea capaz de quererlo de verdad. 
Haciéndose llamar Amanda, simula ser una hermanastra perdida de Steve y ocupa su antigua casa y su cargo en una agencia de publicidad mientras intenta desesperadamente contactar con todas sus antiguas amantes. Esto le sirve solo para comprobar que todas le odian y que parece avocado al infierno. 
Confraterniza con su antiguo amigo Walter, el cual se enamora de Amanda y una noche de borrachera se acaban acostando. Posteriormente, el cadáver de Steve es encontrado y su asesina tiende una trampa a Amanda para que parezca la culpable. 
Amanda es enviada a la cárcel donde descubre que está embarazada de Walter. A pesar de que según los médicos su vida corre peligro, decide tener el bebé. Finalmente da a luz a una niña y muere en el parto, y por su acto de nobleza va al cielo. 
Años después, Walter y la niña visitan su tumba mientras Steve/Amanda los observa feliz, sin terminar de decidirse sobre si convertirse en un ángel femenino o en un ángel masculino.

## Reparto
- Ellen Barkin - Amanda Brooks
- Jimmy Smits - Walter Stone
- JoBeth Williams - Margo Brofman
- Lorraine Bracco - Sheila Faxton
- Tony Roberts - Arnold Freidkin
- Perry King - Steve Brooks
- Bruce Payne - The Devil
- Lysette Anthony - Liz
- Victoria Mahoney  - Felicia
- Basil Hoffman - Higgins
- Catherine Keener - Secretaria de Steve
- Téa Leoni - Connie, la chica de los sueños
- Michael Badalucco - Hard Hat

## Premios
- Ellen Barkin estuvo nominada como "Mejor actriz de comedia o musical" en los premios Globo de Oro.

## Lalola
Dicha idea ha sido adaptada a una serie de televisión, llamada Lalola. Trata sobre la transformación en mujer de Lalo, un hombre mujeriego, por Romina, la última mujer que ha utilizado como juguete sexual. Lalo, ahora llamado Lola, tiene que aprender a vivir como una mujer, y enfrentarse a lo que más ha temido, el amor, y para más inri se enamora de un hombre.